# الأربعة الكبار (كرة مضرب)

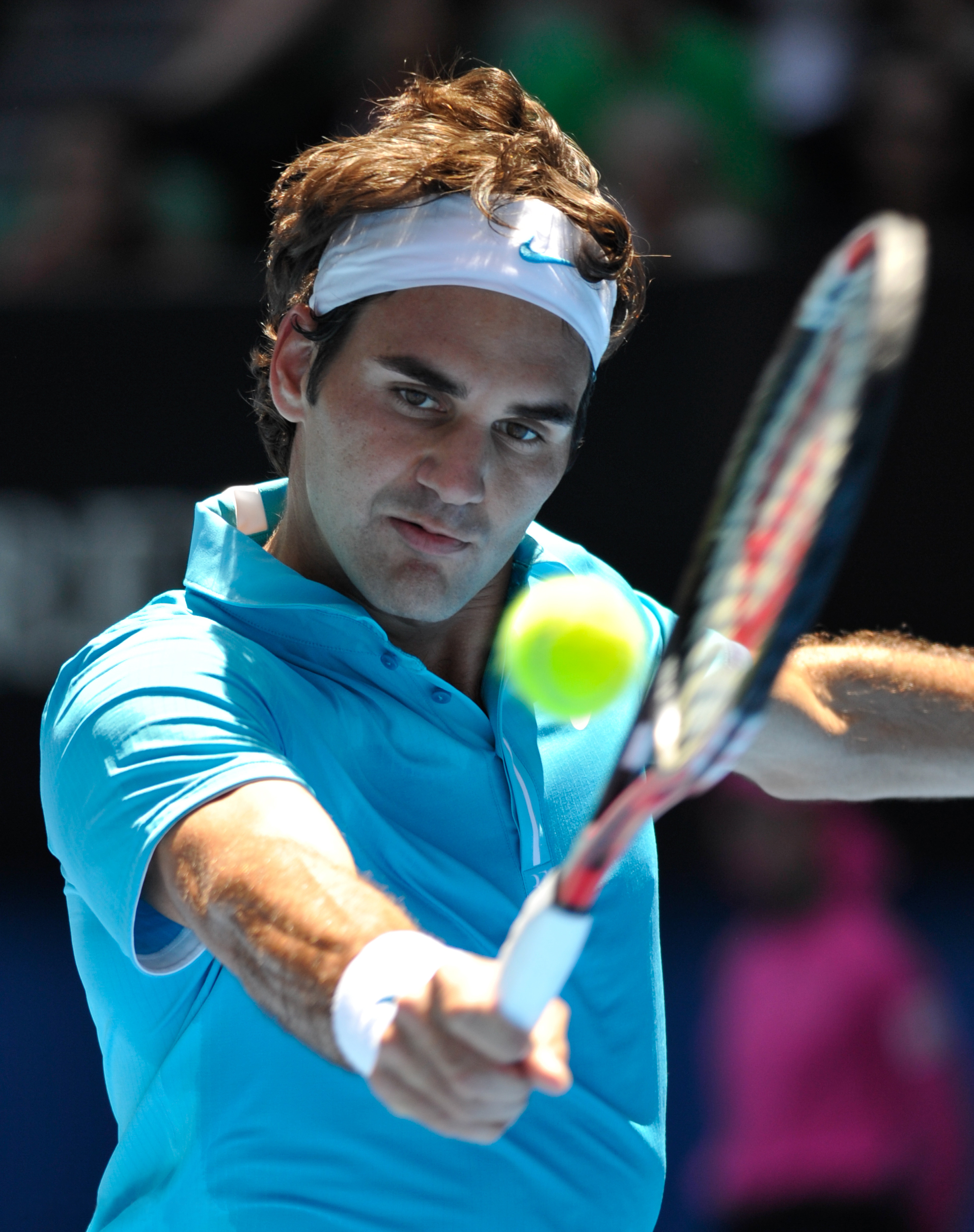
روجر فيدرير.

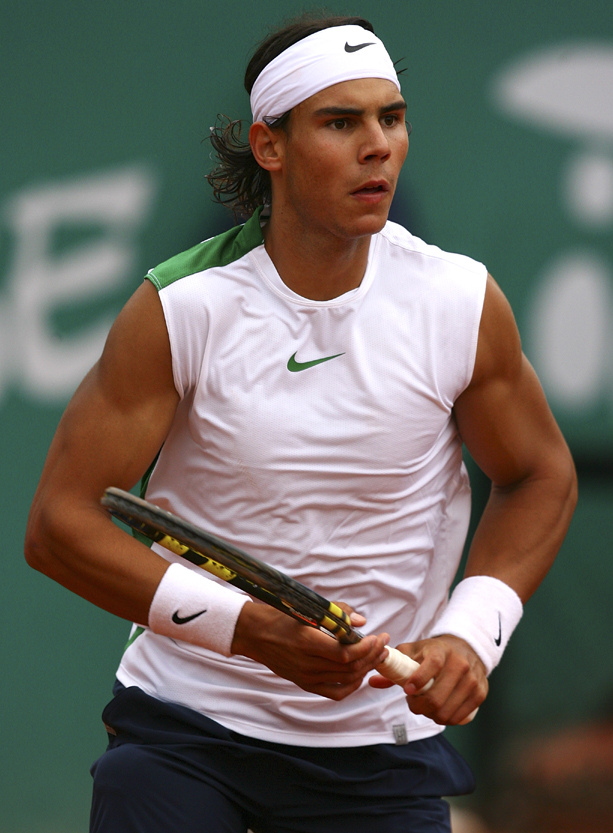
رافاييل نادال.

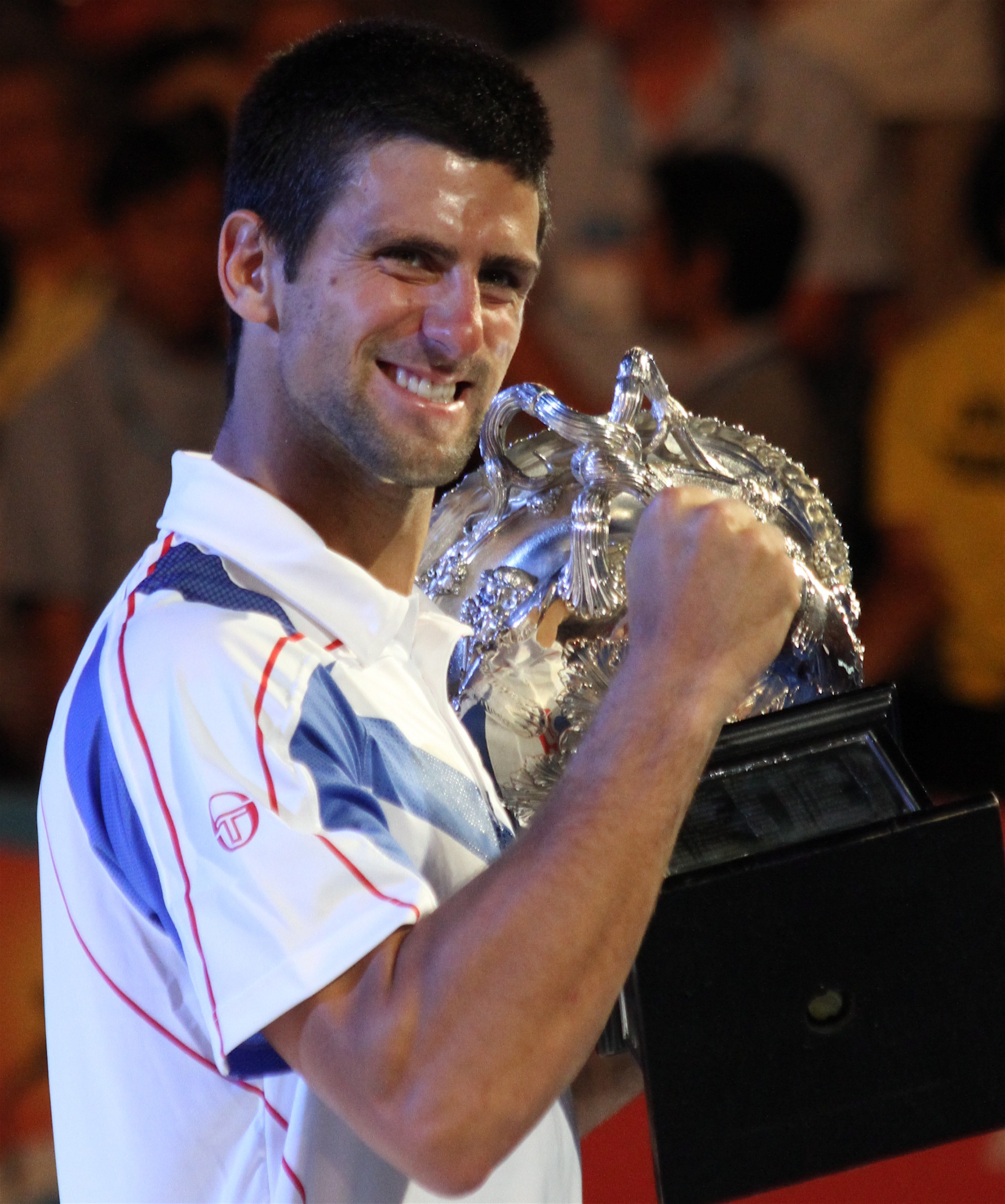
نوفاك دجوكوفيتش.

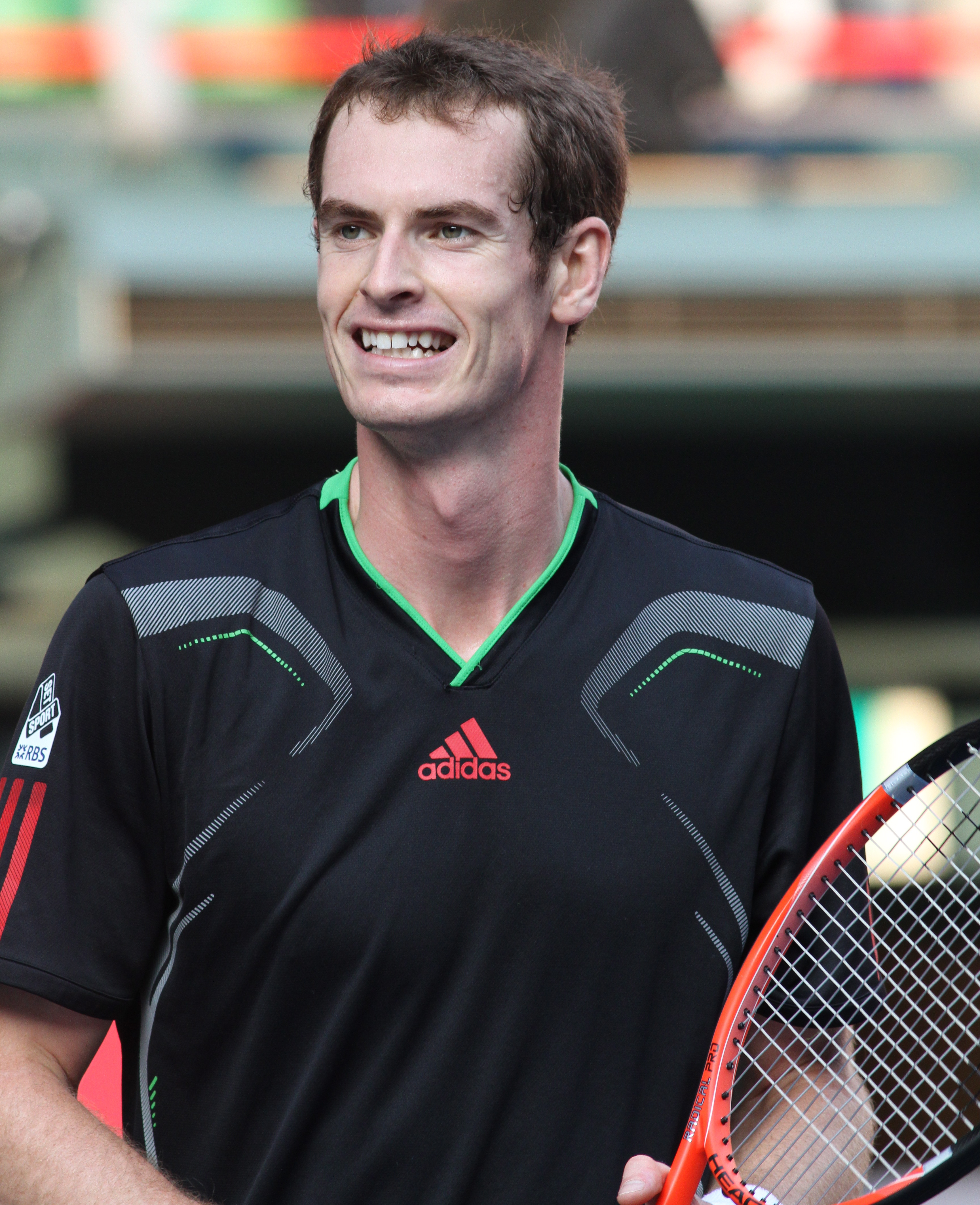
أندي موراي.

في كرة المضرب، هناك حالياً أربعة لاعبين «كبار» وهم روجر فيدرير، رافاييل نادال، نوفاك دجوكوفيتش ثم أندي موراي يهيمنون على عالم كرة المضرب في وقتنا الحاضر من حيث الترتيب والانتصارات والبطولات بما في ذلك بطولات الجراند سلام وبطولات سلسلة المحترفين 1000 نقطة وكذلك نهائيات الجولة العالمية لرابطة محترفي التنس ودورية الألعاب الأولمبية حتى عام 2013. أول من وصل للصدارة هو روجر فيدرير بعد فوزه ببطولة ويمبلدون 2003 وفرض نفسه على التصنيف العالمي كبطل للعالم في بداية عام 2004. تلاه نادال في عام 2005 بعد الانتصار في بطولة فرنسا المفتوحة 2005 بما في ذلك الفوز على فيدرير. واحتل الثنائي أعلى ترتيبين في التصنيف العالمي للاعبي التنس المحترفين لـ 211 أسبوع متتالي من يوليو 2005 حتى أغسطس 2009. انطلق دجوكوفيتش اعتباراً من 2007 وبعد ذلك برز أندي موراي في عام 2009. التحديات زادت بعد ظهور الاثنين الآخرين في الساحة بقوة، حيث كانت المنافسة منحصرة بين نادال وفيدرير لسنوات عديدة لكن بعد ذلك وفي عام 2011 تم استبدال مسمى الهيمنة المشتركة بين فيدرير ونادال إلى الأربعة الكبار.
منذ انطلاقة نوفاك دجوكوفيتش وأندي موراي القوية في عامي 2011 و2012، أصبحت وسائل الإعلام عند ذكر اللاعبين الأوائل الأربعة في التصنيف يقولون الأربعة الكبار في إشارة إلى السطوة التي فرضها الرباعي على عالم التنس. وكان الأربعة الكبار جزء هام مما يوصف بالعصر الذهبي الجديد للتنس والذي بدأ بشكل فعلي في عام 2010، بالرغم من ذكر هذا المصطلح في سبعينيات وثمانينيات القرن الماضي. بين عامي 1920 و1930، فاز 34 لاعب في بطولات الجراند سلام التي أقيمت آنذاك من أصل 36، وعلى عكس هذا تماما فإنه ومنذ عام 2005 من خلال بطولة فرنسا المفتوحة وحتى بطولة أستراليا المفتوحة 2014 انحصرت بطولات الجراند سلام تماما بين الرباعي باستثناء بطولات أمريكا المفتوحة 2009 وبطولة أستراليا المفتوحة 2014. بالنسبة للتصنيف؛ احتل الأربعة الكبار أول أربعة مراتب منذ 2008 وحتى نهاية عام 2013. موراي هو الوحيد بين الرباعي الذي لم يتبوأ صدارة التصنيف حتى الآن، بالرغم من وصوله للترتيب الثاني لأكثر من مرة. فيدرير ونادال هم أكثر الرباعي فوز ببطولات الجراند سلام بـ 20 لقب بعدهما يأتي دجوكوفيتش بـ 6 وموراي بلقبين. استطاع فيدرير ونادال أن يكملا عقد البطولات الأربع الكبرى، مع فوز نادال بالميدالية الذهبية الأولمبية في أولمبياد بكين 2008. حتى الآن لم يتمكن دجوكوفيتش من الفوز ببطولة فرنسا المفتوحة، وموراي ببطولتي فرنسا وأستراليا المفتوحة لكن الأخير فاز بالميدالية الذهبية الأولمبية في عام 2012.